# Stoughton (Massachusetts)
Stoughton é uma vila localizada no condado de Norfolk no estado estadounidense de Massachusetts. No Censo de 2010 tinha uma população de 26.962 habitantes e uma densidade populacional de 632,29 pessoas por km².

## Geografia
Stoughton encontra-se localizado nas coordenadas 42° 07′ 08″ N, 71° 06′ 06″ O. Segundo o Departamento do Censo dos Estados Unidos, Stoughton tem uma superfície total de 42.64 km², da qual 41.67 km² correspondem a terra firme e (2.27%) 0.97 km² é água.

## Demografia
Segundo o censo de 2010, tinha 26.962 pessoas residindo em Stoughton. A densidade populacional era de 632,29 hab./km². Dos 26.962 habitantes, Stoughton estava composto pelo 80.24% brancos, o 11.07% eram afroamericanos, o 0.17% eram amerindios, o 3.6% eram asiáticos, o 0.01% eram insulares do Pacífico, o 2.34% eram de outras raças e o 2.58% pertenciam a duas ou mais raças. Do total da população o 3.25% eram hispanos ou latinos de qualquer raça.